# Kroppsmått
Kroppsmått, inom medicin och vetenskap ofta kallat antropometri, är de individuella mått kroppen har på vissa givna ställen. Kroppsmåtten används för att ta reda på klädstorlek och för att avgöra midja-höft-kvot vid utredning av eventuell fetma.
De tre vanligaste kroppsmåtten är midja, beninnerlängd, armlängd, halsmått och höftmått. Beroende på bland annat könstillhörighet och plagg kan fler mått tas, till exempel bystmått, underbystmått och rygglängd. 
Hur måtten ska tas regleras av olika internationella standarder. EU:s standard heter EN 13402 och innehåller också EU:s standarder för vilka proportioner klädstorlekar ska ha.

## Horisontella mått
Horisontella mått tas med ett måttband runt kroppen. Den som mäts ska vara avslappnad och inte hålla andan. Man bör inte ha på sig andra kläder än underkläder.
Midjemåttet är antingen måttet där midjan är som smalast, eller mittemellan bäckenbenet och revbenen. Den som mäts ska stående rak i ryggen men utan att dra in magen eller hålla andan. 
Höftmåttet tas där stussen är som bredast. Det mäts tio centimeter nedanför midjan. Höft- eller stussmåttet och bäckenmåttet är två olika mått.
Halsmåttet mäts för skjortstorlekar. Det mäts två centimeter nedanför adamsäpplet, ungefär vid sjunde halskotan.
Bystmåttet mäts där bysten är som störst. Armarna ska hänga utmed sidorna. Kvinnor kan för detta mått använda BH. Underbystmåttet tas med ett fast måttband där BH-bandet sitter.

## Vertikala mått
De flesta vertikala mått kan tas med kläderna på. Kroppslängden mäts utan skor medan man sträcker på sig och tittar rakt fram.
Beninnerlängden mäts från grenen till golvet när man står med benen något isär och tynger lika mycket på båda benen. 
Rygglängden mäts från översta halskotan till midjan.